# Porsanger
Porsanger (en sami septentrional i cooficialment: Porsáŋgu; en kven i cooficialment: Porsanki) és un municipi situat al comtat de Finnmark, Noruega. El centre administratiu del municipi és el poble de Lakselv. El municipi compta amb altres poblets escampats arreu del territori del municipi.
Porsanger té una població de gairebé 4.000 persones, la majoria kven o sami. La població del municipi ha disminuït en aproximadament un 8% en els últims deu anys .

## Informació general
El municipi de Kistrand (rebatejat a Porsanger el 1964) es va establir l'1 de gener de 1838. L'1 de gener de 1851, la part sud de Kistrand (població: 869) es va separar per esdevenir el nou municipi de Guovdageaidnu. L'1 de gener de 1861, la part nord de Kistrand (població: 345) es va separar per esdevenir el nou municipi de Kjelvik. L'1 de gener de 1866, la part sud de Kistrand (població: 515) es va separar per esdevenir el nou municipi de Karasjok.

### Nom
El nom del municipi era Kistrand; el 1964 després de la construcció de l'Església de Kistrand, el nom es va canviar a Porsanger, que ve del fiord de fiord de Porsanger. El nom en nòrdic antic era Porsangr, pors és probablement el nom de la planta de Ledum Padustre (Rhododendron tomentosum), i angr significa fiord. Des del 2004, el municipi compta amb tres noms oficials: Porsáŋgu, Porsanger, i Porsanki, ja que té tres idiomes oficials, el sami septentrional, el noruec, i el kven.

### Escut d'armes
L'escut d'armes se'ls hi va concedir el 16 de juny de 1967. Porsanger és un dels municipis més grans de noruega que no depenen econòmicament de la pesca. En canvi els habitants es dedicaven tradicionalment al bestiar de rens, que encara segueix sent una important font d'ingressos. És per això que l'escut mostra tres rens de plata saltant sobre un fons vermell.

### Esglésies
L'Església de Noruega té una parròquia (sokn) dins del municipi de Porsanger. És part del deganat d'Indre Finnmark en la Diòcesi de Nord -Hålogaland.
| Parròquia (sokn) | Nom                    | Location    | Any de construcció |
| ---------------- | ---------------------- | ----------- | ------------------ |
| Porsanger        | Capella de Brenna      | Brenna      | 1971               |
| Porsanger        | Església de Børselv    | Børselv     | 1958               |
| Porsanger        | Església de Kistrand   | Kistrand    | 1856               |
| Porsanger        | Església de Lakselv    | Lakselv     | 1963               |
| Porsanger        | Capella de Skoganvarre | Skoganvarre | 1963               |

## Història

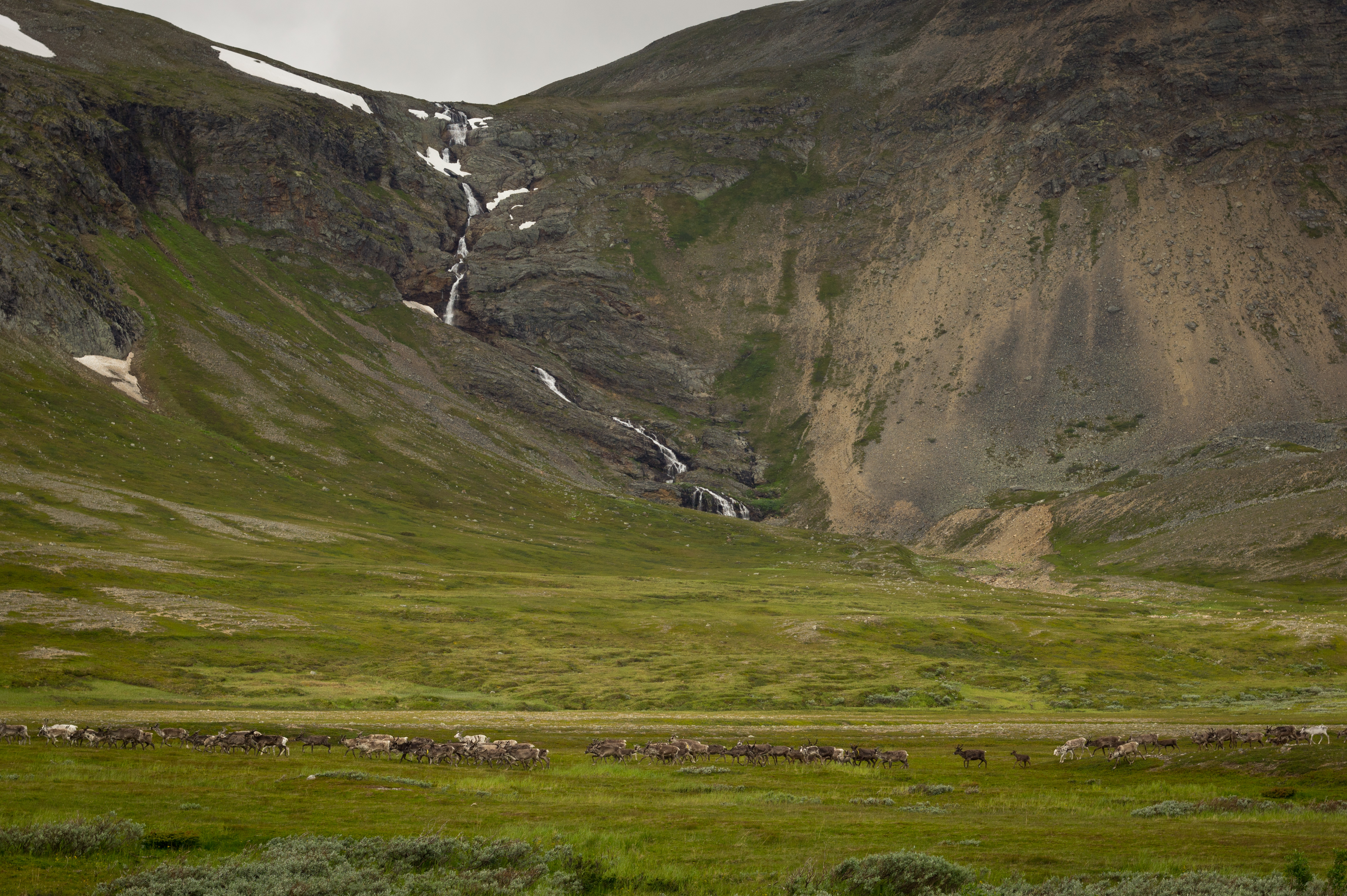
Vista d'un ramat de rens a prop d'una cascada a Porsanger

El Kven formen gran part dels residents de Porsanki (nom en kven), descendents d'immigrants finlandesos que van arribar a l'àrea durant el segle xix, o abans, des de Finlàndia.

## Economia
L'Aeroport de Lakselv és a la península de Banak, just al nord de Lakselv, al llarg de la costa del fiord. L'aeroport compta amb connexions a Tromsø i Kirkenes i és operat per Widerøe. També hi ha vols xàrter a la temporada d'estiu. L'aeroport també és utilitzat per l'estació Grup Banak de la Reial Força Aèria de Noruega. L'Exèrcit noruec també té una guarnició a Porsangermoen, de manera que la presència militar a Porsáŋgu és bastant pesada.
Els diaris locals són el Finnmark Dagblad i Sagat. El celler més septentrional es troba aquí, usant baies d’Empetrum nigrum en lloc de raïm.

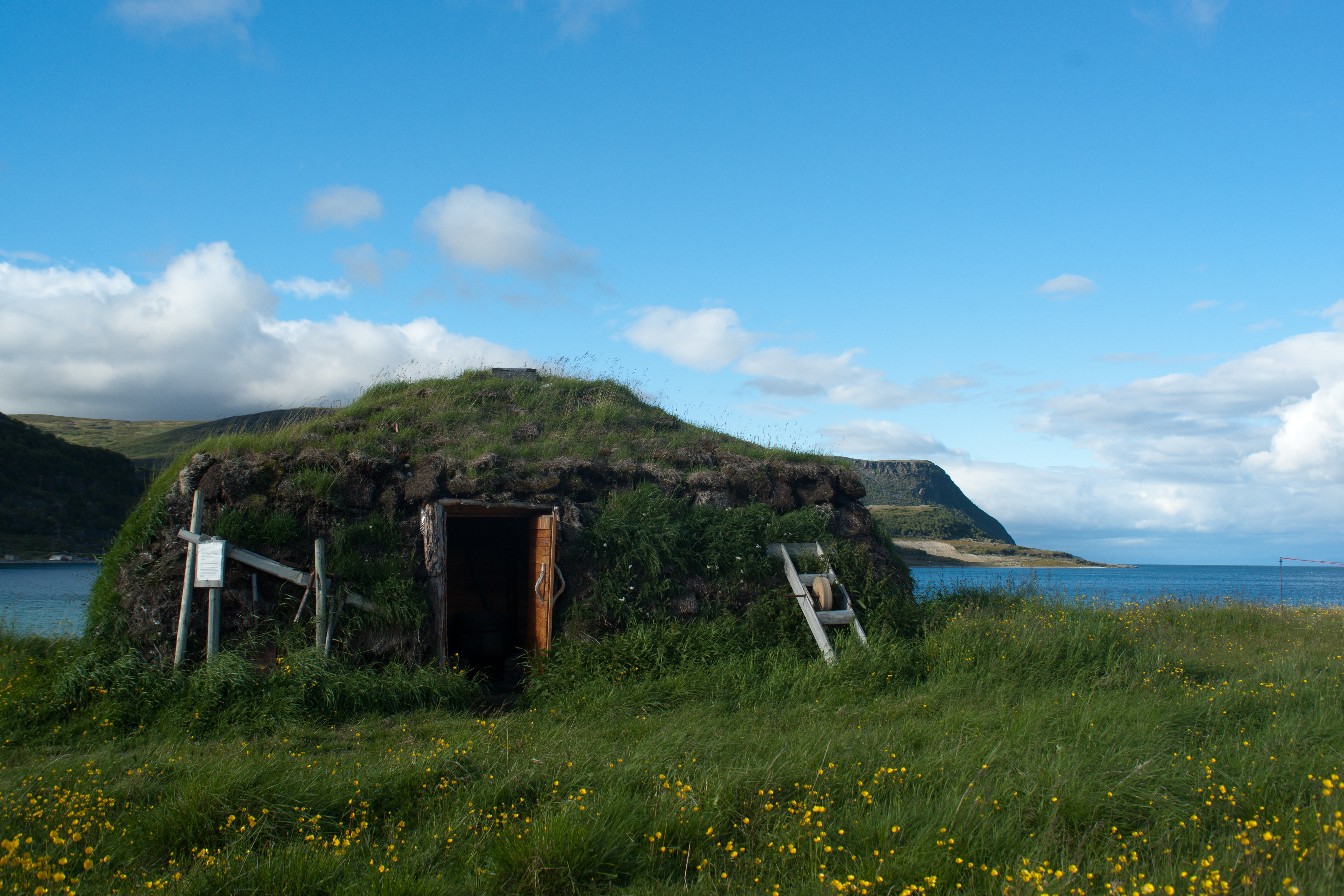
Casa sami tradicional, a la riba del fiord de Porsanger.

## Geografia

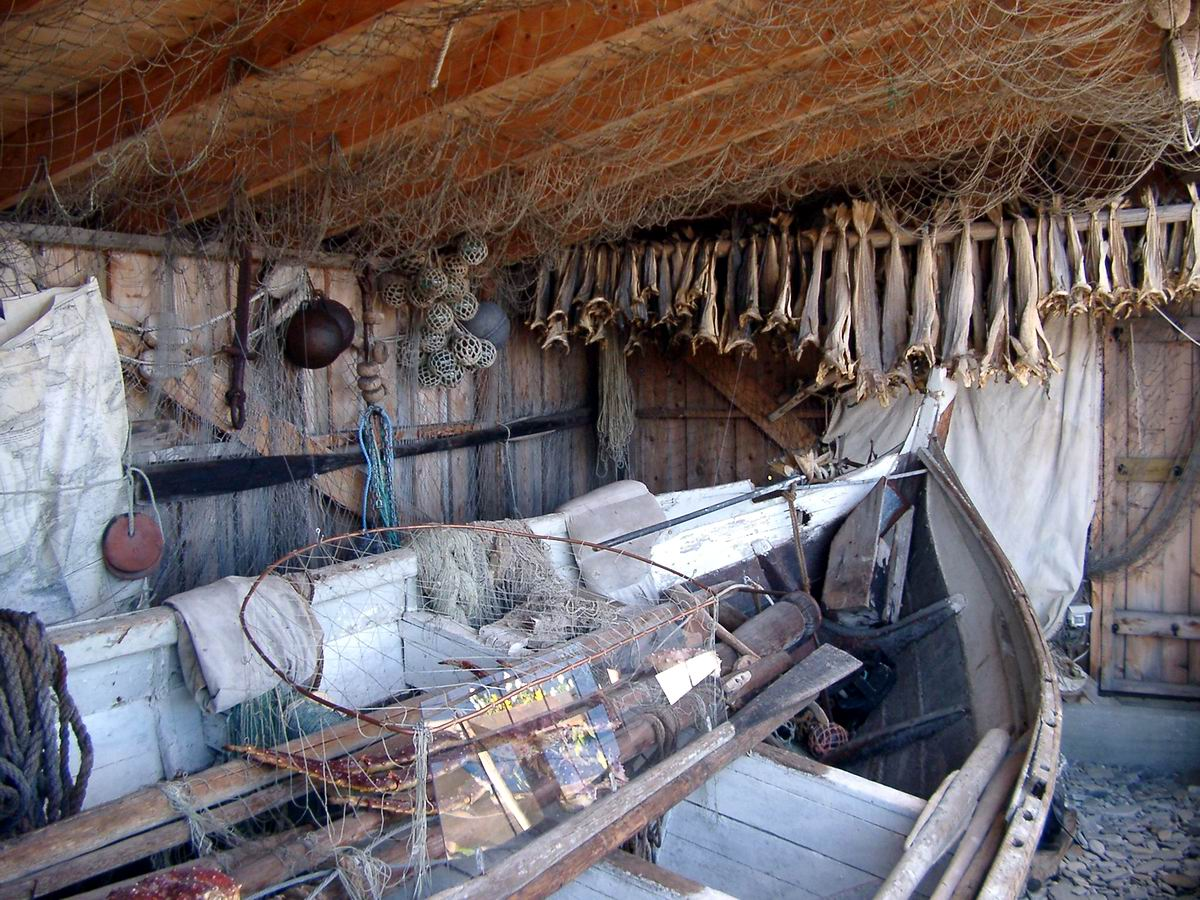
Peixateria al fiord de Porsanger

El municipi de Porsanger és el tercer municipi més gran de Noruega per zona, amb 4.873 quilòmetres quadrats. El municipi envolta la part interior del fiord de Porsanger, el quart fiord més llarg de Noruega i el més llarg al nord de Noruega.
El fiord de Porsanger és majestuosament ample, obert d'aigua amb moltes illes. La península de Porsanger està situada a la riba occidental del fiord i la península Sværholt es troba a la riba oriental. El poble més gran (i el centre municipal) és el poble de Lakselv, a l'extrem sud del fiord. Hi ha molts pobles petits repartits per tot el fiord d'ambdues parts, en particular Kistrand, Olderfjord, Børselv i Indre Billefjord.
El Parc Nacional de Stabbursdalen, amb el bosc de pins més septentrional del món, es troba just a l'oest del fiord i al poble de Lakselv. El riu Stabburselva transcorre pel parc, juntament amb altres rius tots ben coneguts per la seva pesca de salmó.
A Porsanger, hi ha sol de mitjanit del 16 de maig fins al 27 de juliol de cada any i no hi ha nit polar del 25 de novembre al 16 de gener.

### Avifauna
Porsanger és una zona rica i variada en fauna d'aus. Aquí es poden trobar espècies com el pinsà dels pins. Lluny dels boscos, als aiguamolls circumdants tenen la major diversitat. Durant la primavera, milers de territs grossos paren per descansar i alimentar-se al llarg de les ribes del fiord de Porsanger.